# Joseph Groenen
Adrianus Josephus (Joseph o Josef) Groenen (Waalwijk, 11 de maig de 1884 - Hamburg, 29 de març de 1959) fou un baríton neerlandès.

## Biografia
Fou fill del sabater Josephus Mathijs Groenen i de la seva esposa Goverdina van Eggelen. Va estudiar cant amb Joseph Thijssen a Amsterdam, uns estudis que va continuar a Milà i a Stuttgart. Va debutar el 1913 al Teatre Municipal de Magúncia en el paper principal de Der fliegende Holländer de Wagner. La temporada 1914-1915, va cantar al Teatre Municipal d'Hamburg, la següent a l'Òpera de la Cort de Viena, la temporada 1916-1917 a l'Òpera de la Cort de Berlín. Des de 1917 fins al final de la seva carrera, el 1944, va ser membre de l'Òpera Estatal d'Hamburg. Mentrestant, va aparèixer com a convidat a l'Òpera Estatal de Viena (1923 a 1926), a Amsterdam (1920), al Gran Teatre del Liceu de Barcelona (diverses temporades), Städtische Oper de Berlín (1931), al Théâtre de la Monnaie de Brussel·les (1935), i altres teatres d'òpera de França i Itàlia. A Hamburg va aparèixer el 1920 en l'estrena de l'òpera Li-Tai-Pe de Clemens von Franckenstein. El 1932 va cantar a La Haia l'òpera Götterdämmerung de Wagner. Va cantar al Gran Teatre del Liceu diverses temporades, sempre amb música de Wagner.
Quan es va jubilar se'n va anar a viure a Hamburg, on va morir el 1959.
Groenen es va casar amb la contralt Riek van Zijp el 1916, una cantant que va fer actuacions locals, tot i que va cantar al Concertgebouw de Vereeniging de Nimega i amb el seu marit a Musis Sacrum d'Arnhem. El nom complet d'ella era Jennij Hendrika Johanna van der Voort van Zijp, nascuda el 1889 a Klambir Lima Kampung, Sumatra, Indonèsia. Va morir el 1956.
Tenia una veu de baríton gran, ampla i de color fosc, però que en essència tenia un caràcter líric. La seva veu es conserva en diversos discos de gramòfon.